# Christiane Hoffmann (Journalistin, 1968)
Christiane Hoffmann (* 27. August 1968 in Düsseldorf) ist eine Gesellschaftsjournalistin und Moderatorin.

## Leben
Nach dem Abitur machte Hoffmann zuerst eine Banklehre, entschied sich dann aber für eine journalistische Laufbahn. Nach dem Besuch der Axel-Springer-Schule studierte sie, neben ihrer freien Mitarbeit bei der BILD-Zeitung, noch kurze Zeit Geschichte und Journalistik, um dort 1993 die Ressort-Leitung Show und Unterhaltung zu übernehmen. Ab 1998 war sie stellvertretende Leiterin des BILD-Büros in München. Seit Januar 2001 ist sie Mitglied der Chefredaktion und seit November 2002 Nachfolgerin von Katja Kessler als Klatschkolumnistin der BILD-Zeitung.
Ab Oktober 2004 moderierte sie auch die Sendung Blitz am Sonntag auf Sat.1.
Im August 2021 wurde sie zum „Editor at Large“ bei Bunte berufen. Sie trat ihre neue Stelle zum 1. November 2021 an.

## Wirken
Gewisse Bekanntheit erreichte eine Kolumne Hoffmanns vom 19. Mai 2005 über Paris Hilton, in der sie verspricht, nie wieder über Hilton zu schreiben. Der Titel war: Ich finde SIE, salopp gesagt – scheiße.
Daraufhin Thomas Gottschalk zur Zeitschrift Bunte: „Ich finde es auch mutig, dass die hauptamtliche Klatschdirektorin von BILD nicht mehr über Paris schreiben möchte, weil diese ausschließlich reich und dumm sei und sonst in ihrem Leben nichts geleistet habe. Würde man im Klatschbereich alle weglassen, die diese Kriterien erfüllen, könnte es eventuell eng werden.“
Christiane Hoffmann konnte ihr Versprechen nicht lange halten und berichtet seitdem doch wieder über Paris.

## Kritik
Kritik übte unter anderem der Bildblog an ihr, so wurde anhand des Beispiels einer Kolumne über Kate Moss vom 30. März 2006 kritisiert, dass Hoffmann hier nachweislich „nach Gutdünken Orte, Zeitangaben und Zusammenhänge“ verändere, und ihren Geschichten, die in BILD unter dem Motto „Ich weiß es!“ erscheinen, allgemein also nicht unbedingt immer Glauben geschenkt werden müsse.